# РостАгроКомплекс
ООО «РостАгроКомплекс» (также известное как «Росагроэкспорт») — сельскохозяйственное предприятие в Московской области, основанное в 1995 году.

## О компании
Завод компании «РостАгроКомплекс» был основан в 1995 году в Пушкинском городском округе Московской области. В то же время была открыта первая торговая точка. Через год (в 1996 году) был налажен выпуск глазированных сырков и других молочных продуктов под собственным брендом.
В 1998 году в Пушкинском районе Подмосковья было куплено 8 га земли. В то же время началось строительство молочноперерабатывающего завода.
В 2003 году в Калининграде началось строительство завода по производству глазури. В том же году был основан бренд «ШокоМастер». Также был открыт медицинский центр «Клиника доктора Александрова».
В 2005 году компания «РостАгроКомплекс» приобрела комбинат по производству детского питания, расположенный в Саратове. Детское питание начало выпускаться под брендом «Крепыш».
В 2016 году был основан бренд «Фитоидея», под которым выпускаются продукты, полезные для человеческого здоровья.
Ежегодно на заводе компании «РостАгроКомплекс» перерабатывается более 800 тонн молока и 150 тонн творога. Всего выпускается 150 тонн молочных и немолочных продуктов. В ассортимент продукции входят глазированные сырки, сметана, творог, творожная масса, плавленые сыры, конфеты, восточные сладости, печенье, желе, кисели, компоты, кондитерская глазурь, мороженое и так далее. Продукты питания реализуются под разными брендами.
Также существует «музей глазированного сырка», где ежедневно с 9 часов утра проводятся экскурсии для посетителей. На каждую экскурсию принимается не менее 25 человек.
В 2020—2022 годах, после смерти Бориса Юрьевича Александрова, в журнале Forbes рассматривались планы о переименовании глазированных сырков «Б. Ю. Александров» в «А. Ростагрокомплекс». Окончательно сырки были переименованы после 2022 года, так как Екатерина Александрова (дочь Бориса Александрова и руководитель отдела премиум-продукции «Ростагроэкспорта») подала иск к компании «РостАгроКомплекс» в Арбитражный суд.

## Бренды
- «Пора есть»
- «Вкусный день»
- «Ностальгия»
- «От фермера»
- «Советские традиции»
- «Б. Ю. Александров»[23][24][25]